# JAKQ Dengekitai
Go Rangers Battle Fever J
JAKQ Dengekitai (ジャッカー電撃隊, Jakkā Dengekitai) est une série télévisée japonaise du genre tokusatsu créée par Shōtarō Ishinomori. Elle comprend 35 épisodes de 25 minutes diffusés d'avril à décembre 1977.
Comme Goranger, cette série exhibe les trois caractéristiques principales du sentai (groupe de héros, costumes en textile et code de couleurs) mais ne sera considéré comme faisant partie de la franchise qu'après 1989.
Néanmoins, contrairement à Goranger, la série eut peu de succès auprès du public, ce qui explique son relatif petit nombre d'épisodes.

## Synopsis
L'organisation Crime, dirigée par le malfaisant Iron Claw, entend dominer le monde. Mais le Commander Daisuke Kujirai décide de former une équipe chargée de faire obstacle à la concrétisation de ce projet.

## Personnages

### JAKQ
- Gorô Sakurai (桜井 五郎, Sakurai Gorō?) / Spade Ace (スペードエース, Supēdo  Ēsu?)
  - Armes : Spade Arts (スペードアーツ, Supēdo Ātsu?)
- Ryû Higashi (東 竜, Higashi Ryū?) / Dia Jack (ダイヤジャック, Daiya Jakku?)
  - Armes : Dia Sword (ダイヤソード, Daiya Sōdo?)
- Karen Mizuki (カレン 水木?) / Heart Queen (ハートクイン, Hāto Kuin?)
  - Armes : Heart Cute (ハートキュート, Hāto Kyūto?)
- Bunta Daichi (大地 文太, Daichi Bunta?) / Clover King (クローバーキング, Kurōbā Kingu?)
  - Armes : Club Megaton (クラブメガトン, Kurabu Megaton?)
- Sôkichi Banba (番場 壮吉, Banba Sōkichi?) / Big One (ビッグワン, Biggu Wan?) (épisodes 23-35)
  - Armes : Big Baton (ビッグ・バトン, Biggu Baton?)

### Soutien
- Daisuke Kujirai (鯨井 大助, Kujirai Daisuke?) / Joker (ジョーカー, Jōkā?) (épisodes 1-23, 35)

### Organisation criminelle Crime
L'organisation criminelle Crime (犯罪組織クライム, Hanzai Soshiki Kuraimu) est une sorte de syndicat du crime global, disposant de moyens technologiques avancés (en outre d'agents cyborgs) qui entend devenir la mafia la plus puissante du monde et bâtir un paradis du crime sur Terre.
- chef Iron Claw (首領アイアンクロー, Shuryō Aian Kurō?)
- Shine (シャイン, Shain?)
- Quatre Grands de Crime (クライム四天王, Kuraimu Shiten'ō?)
  - Baron Iron Mask (鉄面男爵, Tetsu Men Danshaku?)
  - Général Sahara (サハラ将軍, Sahara Shōgun?)
  - Capitaine UFO (ＵＦＯ船長, Yūfō Senchō?)
  - Hell Boxer (地獄拳士, Jigoku Kenshi?)

- Les Crimers (クライマー, Kuraimā?) sont les fantassins de l'organisation.
- Les Monstres machines (機械怪物, Kikai kaibutsu?) sont les monstres envoyés par l'organisation.

### Arsenal
- Big Bomber (ビッグボンバー, Biggu Bonbā?)

### Véhicules
- JAKQ Machines (ジャッカーマシーン, Jakkā Mashīn?)
  - Spade Machine (スペードマシーン, Supēdo Mashīn?)
  - Mach Dia (マッハダイヤ, Mahha Daiya?)
  - Heart Buggy (ハートバギー, Hāto Bagī?)
  - Auto Clover (オートクローバー, Ōto Kurōbā?)
- Sky Ace (スカイエース, Sukai Ēsu?)
- Jack Tank (ジャックタンク, Jakku Tanku?)

## Épisodes
1. 4 Cards!! The Trump is J.A.K.Q. (４カード！！切り札はＪＡＫＱ, Fō Kādo!! Kirifuda wa Jakkā?)
2. 2 Ten-Jacks!! Destroy the Secret Factory (２テンジャック！！秘密工場を破壊せよ, Tsū Tenjakku!! Himitsu Kōjō o Hakai Seyo?)
3. 5 Flushes!! Roar, Panther (５フラッシュ！ほえろパンサー, Faibu Furasshu!! Hoero Pansā?)
4. 1 Joker!! The Perfect Crime's Assassin (１ジョーカー！！完全犯罪の刺客, Wan Jōkā!! Kanzen Hanzai no Shikaku?)
5. 3 Snaps!! The Ballade of Betrayal (３スナップ！！裏切りのバラード, Surī Sunappu!! Uragiri no Barādo?)
6. 9 Pokers!! The Beauty's Trap (９ポーカー！！美女の罠, Nain Pōkā!! Bijo no Wana?)
7. 8 Supercars!! Super-Speed, 350 km/h (８スーパーカー！！超速３５０キロ, Eito Sūpākā!! Chōsoku Sanbyaku Gojū Kiro?)
8. 6 Targets!! Exploding Flowers (６ターゲット！！爆発する花, Shikkusu Tāgetto!! Bakuhatsu Suru Hana?)
9. 7 Straights!! The Deadly Fist of Hell (７ストレート！！地獄の必殺拳, Sebun Sutorēto!! Jigoku no Hissatsu Ken?)
10. 11 Collections!! Invitation to Happiness (１１コレクション！！幸福への招待, Erebun Korekushon!! Kōfuku e no Shōtai?)
11. 13 Jackpots!! Burn! Flames of Friendship (１３ジャックポット！！燃えよ！友情の炎, Sātīn Jakkupotto!! Moe yo! Yūjō no Honō?)
12. 10 Pyramids!! The Maze of the Golden Mask (１０ピラミッド！ｖ黄金仮面の迷路, Ten Piramiddo!! Ōgon Kamen no Meiro?)
13. Blue Key Quiz!! The Riddle of the Secret Room Murder Riddle (青いキークイズ！！密室殺人の謎・なぞ, Aoi Kī Kuizu!! Misshitsu Satsujin no Nazo - Nazo?)
14. All Supercars!! Violence!! Great Violent Dash!! (オールスーパーカー！！猛烈！！大激走！！, Ōru Sūpākā!! Mōretsu!! Dai Gekisō!!?)
15. The Crimson Occult!! Ghost Story - Vampire (真赤なオカルト！！怪談・吸血鬼, Makka na Okaruto!! Kaidan - Kyūketsuki?)
16. Black Baseball!! The Attacking Miracle Ball (黒いベースボール！！襲撃する魔球, Kuroi Bēsubōru!! Shūgeki Suru Makyū?)
17. Black Demon Moon!! Ghost Story - Hell House (黒い悪魔つき！！怪談・地獄の家, Kuroi Akuma Tsuki!! Kaidan - Jigoku no Uchi?)
18. Blue Whirling Tides!! The Face of the Secret Spy (青いうず潮！！秘密スパイの顔, Aoi Uzushio!! Himitsu Supai no Kao?)
19. Great Crimson Adventure!! Demon Extermination of Bottomless Haunts (真赤な大冒険！！底なし魔境の鬼退治, Makka na Daibōken!! Sokonashi Makyū no Oni Taiji?)
20. Messenger of Darkness!! The Transparent Monster Runs the Darkness (暗黒の使者！！透明怪物が闇を走る, Ankoku no Shisha!! Tōmei Kaibutsu ga Yami o Hashiru?)
21. The Rose-Colored Baseball Era!! CRIME's Slugger (バラ色の野球時代！！クライムの強打者, Bara-iro no Yakyū Jidai!! Kuraimu no Kyūdasha?)
22. Big Red Counterattack! Attack the Suicide Bomber Army (赤い大逆転！自爆軍団を攻撃せよ, Akai Dai Gyakushū!! Jibaku Gundan o Kōgeki Seyo?)
23. White Superman! Big One (白い鳥人！ビッグワン, Shiroi Chōjin! Biggu Wan?)
24. Demon? Angel?! The Marvelous Flute-Playing Man (悪魔か？天使か？！不思議な笛吹き男, Akuma ka? Tenshi ka?! Fujiki na Fuefuki Otoko?)
25. Victory? Death?! Demon Shogun and Mechanization Army (勝利か？死か？！鬼将軍と機械化軍団, Shōri ka? Shi ka?! Oni Shōgun to Kikaika Gundan?)
26. Invaders!? The Mysterious Space Pirate Ship (インベーダーか！？謎の宇宙海賊船, Inbēdā ka!? Nazo no Uchū Kaizokusen?)
27. The Despot's Ambition!! Break it! The Death Camp (独裁者の野望！！砕け！死の収容所, Dokusaisha no Yabō!! Kudake! Shi no Shūyōjo?)
28. My Secret! A Space Monster in My Pocket (ぼくの秘密！ポケットの中の宇宙怪物, Boku no Himitsu! Poketto no Naka no Uchū Kaibutsu?)
29. Go, Seven Changes! Iron Claw vs. Big One (行くぞ七変化！鉄の爪対ビッグワン, Iku zo Shichi Henge! Tetsu no Tsume Tai Biggu Wan?)
30. The Code That Calls Death! Deadly Poison, Cobra Twist (死を呼ぶ暗号！猛毒コブラツイスト, Shi o Yobu Angō! Mōdoku Kobura Tsuisuto?)
31. Red Impact! The Spy is a Fourth-Grader (赤い衝撃！スパイは小学四年生, Akai Shōgeki! Supai wa Shōgaku Yonensei?)
32. Which is the Real One?! Danger, Big One (どっちが本もの？！危うしビッグワン, Dotchi ga Hon Mono?! Ayaushi Biggu Wan?)
33. The Blitzkrieg Squad Annihilated?! CRIME's Cooking Class (電撃隊全滅か？！クライムのお料理教室, Dengekitai Zenmetsu ka?! Kuraimu no O-ryōrikyōshitsu?)
34. Infiltration! CRIME Fortress Island (潜入！クライム要塞島, Sennyū! Kuraimu Yōsai Shima?)
35. Big Victory! Farewell, JAKQ (大勝利！さらばジャッカー, Daishōri! Saraba Jakkā?)

## Distribution
Les héros
- Yoshita Tanba : Gorô Sakurai / Spade Ace
- Tairayama Itō : Ryû Higashi / Dia Jack
- Mitchi Margaret Love : Karen Mizuki / Heart Queen
- Yūsuke Kazato : Bunta Daichi / Clover King
- Hiroshi Miyauchi : Sôkichi Banba / Big One (épisodes 23-35)

Soutien
- : Commander Daisuke Kujirai.

L'organisation criminelle Crime
- Masashi Ishibashi : Iron Claw
- Kenji Ushio : Baron Iron Mask
- Eisei Amamoto : Général Sahara
- Mitsuo Andō : Capitaine Ufo
- Osamu Kaneda : Hell Boxer

## Autour de la série
- JAKQ fut la première série Super Sentai à agrandir son équipe en cours d'histoire, bien avant Liveman.
- Les noms de code des JAKQ sont basés sur les noms anglais de l'as de pique (Ace of Spade), du valet de carreau (Jack of Diamonds), de la reine de cœur (Queen of Heart) et du roi de trèfle (King of Clover) dans un jeu de cartes occidental.
- C'est la première série à faire crossover avec la saison précédente, bien avant Chōriki Sentai Ohranger : Ohre VS Kakuranger.
- C'est la première saison à ne pas avoir d'équipier jaune. Et la première à avoir un équipier blanc (la seconde étant Changeman).
- C'est la première série dont le leader de l'escadron n'est pas de couleur rouge. Du moins, jusqu'à l'arrivée de Big One qui est de couleur blanche.
- C'est la première série à avoir un canon utilisé par l'équipe pour achever les monstres.
- C'est à ce jour le seul Sentai à être entièrement composé de cyborgs, les rendant similaires aux Kamen Riders de l’ère Showa. Comme JAKQ Dengekitai a été créée par Shotaro Ishinomori, ce n'est probablement pas une coïncidence.
- Le seizième épisode de JAKQ marque aussi le centième épisode de la franchise Super Sentai Series.